# 바위주머니생쥐
바위주머니생쥐(Chaetodipus intermedius)는 주머니생쥐과에 속하는 설치류의 일종이다. 거친털주머니생쥐속에 속하는 19종의 주머니생쥐의 하나이다.(작은주머니생쥐속으로 분류하기도 한다.) 미국 남서부와 멕시코 사막의 바위 노출부에서 주로 발견되며, 중간 크기의 설치류로 몸길이는 18cm이하, 몸무게는 12~18g이다. 야행성 동물이다. 주로 식물 씨앗을 먹고, 흙과 바위 바로 아래에 작은 굴을 파서 주요 포식자인 올빼미를 피한다. 번식기는 2월 또는 3월에 시작하여 몇 개월 동안 유지되며, 보통 3~6마리의 새끼를 낳는다.

## 같이 보기
- 주머니생쥐류